# Liptovský Trnovec
Liptovský Trnovec este o comună slovacă, aflată în districtul Liptovský Mikuláš din regiunea Žilina. Localitatea se află la altitudinea de 588 m deasupra n.m., se întinde pe o suprafață de 27,451 km2 și în 2017 număra 553 de locuitori. Se învecinează cu comuna Liptovský Mikuláš.

## Istoric
Localitatea Liptovský Trnovec este atestată documentar din 1283.

## Demografie
| An:                | 1994 | 2004   | 2014   | 2024    |
| ------------------ | ---- | ------ | ------ | ------- |
| Număr de persoane: | 545  | 541    | 555    | 633     |
| Diferență:         |      | −0,73% | +2,58% | +14,05% |

| An:                | 2023 | 2024   |
| ------------------ | ---- | ------ |
| Număr de persoane: | 616  | 633    |
| Diferență:         |      | +2,75% |